# Kristijan Ercegović
Kristijan Ercegović (1976.) je bivši hrvatski košarkaš. Igrao je na mjestu centra. Visine je 208 cm. Igrao je u Euroligi sezone 1998./99. za hrvatski klub Zadar.
- 1995. – 2000. KK Zadar (CRO)
- 2000. – 2002. Levallois SC (FRA)
- 2002. – 2003. Istra Pula (CRO)
- 2003. – 2004. Svijetlost Oriolik Slavonski Brod (CRO)
- 2004. – 2005. Helios Domzale (SLO)
- 2005. – 2006. Astoria Bydgoszcz (POL)
- 2006. – 2007. Polpharma Starogard Gdański (POL)
- 2007. – 2009. Górnik Wałbrzych (POL)
- 2009. – 2010. Sibenka Sibenik (CRO)